# Der Satansmord – Tod eines Schülers
Der Satansmord – Tod eines Schülers ist eine Dokumentation der ARD in der Fernsehreihe Die großen Kriminalfälle von der Regisseurin Ulrike Baur mit einer Länge von 45 Minuten. Der Dokumentarfilm, der am 31. Mai 2001 erstmals im Ersten ausgestrahlt wurde, handelt vom Mordfall von Sondershausen, der von drei Jugendlichen an dem damals 15-jährigen Sandro Beyer begangen worden war. Die Täter, Hendrik Möbus, Sebastian Schauseil und Andreas K. waren Gründer der späteren NSBM-Band Absurd. Aufgrund der Interessen der Mitglieder wurde die Tat in den Medien als „satanistisch“ motiviert dargestellt, hatte aber mit tatsächlichem Satanismus nichts zu tun.

## Handlung
Der Film dokumentiert hauptsächlich den Mord an Sandro Beyer aus Sondershausen. Es zeigt den genauen Tatverlauf und die Gerichtsverhandlungen der drei Täter auf. Zudem gibt der Film preis, was Hendrik Möbus in seiner Freizeit unternommen hat. Möbus handelte mit schwarzkopierten Horrorfilmen, die zum Teil durch die BPjS indiziert oder bundesweit beschlagnahmt waren. In dem Film werden auch die Gefühle der Mitmenschen auf den Mord angesprochen. Hendrik Möbus bezeichnete den Mord an Sandro Beyer nicht als Satansmord, sondern als Rettung der Mitmenschen vor Sandro (in einem Interview mit dem amerikanischen Neonazi William Luther Pierce, der die National Alliance gründete und die Kampagne Free Hendrik Möbus startete), und stritt jeglichen Zusammenhang mit dem Satanismus ab. Auch der zuständige Richter sagte:

„Es war in gewisser Hinsicht ein Satansmord aufgrund dieses Hintergrundes, aber die Ausführung der Tat hatte nicht das geringste mit einem Ritual oder mit einer satanistischen Tat zu tun. […] Es fehlt jeder rituelle Hintergrund, es fehlt die Vorbereitung, es fehlt die Ausstaffierung …“

Die damalige Freundin von Hendrik Möbus sagte zum Mord ihres damaligen Freundes, dass sie ihn Möbus nicht zugetraut habe, und zu seinem ideologischen Wandel:

„Mich persönlich hat es schon überrascht. Wobei ja rechts und Satanismus vielleicht gar nicht so verschieden sind. Also zumindest in meinen Augen. Weil sie beide sehr menschenverachtend sind und ein sehr elitäres Denken innehaben, und das ist ja auch das, was Hendrik entspricht. Er wollte immer was besonderes sein, und von sich selber hat er ja auch behauptet, dass er elitäre Tendenzen hat, und damit erkläre ich mir seinen Hang zum Rechten.“

Während Möbus nach einer erneuten Anklage in die Vereinigten Staaten flüchtete (Auslieferung in 2000 und dann Verbüßen der dreijährigen Reststrafe nach widerrufener Bewährung), haben Schauseil (inzwischen bei Halgadom) und K. ein neues Leben in einer anderen Stadt begonnen. Möbus gilt als bekanntester Vertreter des NSBM in Deutschland.

## Rezeption
„Die Dokumentation ‘Der Satansmord – Tod eines Schülers’ beschränkt sich aber nicht auf die Rekonstruktion des Falles, sondern rückt die Beweggründe zu der unfassbaren Tat in den Mittelpunkt, die mit gesundem Menschenverstand nicht zu begreifen sind“

„Die Autorin zeichnet akribisch die Verquickung einer jugendlichen Satanismusszene und eines dumpf-braunem Sumpfs nach. […] Dokumentiert wurden Verdrängungsleistungen des direkten Umfeldes als auch verfehlter Zweckoptimismus von Experten.“